# Marie-Luise Stockinger
Marie-Luise Stockinger (přechýleně Marie-Luise Stockingerová) (* 27. září 1992, Linec) je rakouská herečka, která od roku 2015 hraje ve vídeňském Burgtheatru. Roku 2017 hrála v rakousko-česko-maďarsko-slovenském filmu Marie Terezie.

## Život a herecká kariéra
Narodila se den před sv. Václavem do rodiny pojišťovacího makléře Josepha Stockingera a má tři sourozence. Roku 2010 si zahrála ve Wedekindově Jarním probuzení v Lineckém divadle pod režií Holgera Schobera. Poté studovala herectví na Vídeňském semináři Maxe Reinhardta, který roku 2015 ukončila. Během svých studií v Reinhardtově semináři hrála ve hře Madea, ve hře Lola a ve hře Aféra rue de lourcine. Hrála též Mirandu v Shakespearově Bouři či titulní roli v Camusově Nedorozumění. V Divadle Johanna Nestroye hrála ve hře Koňská jízda nad Bodamským jezerem. Na Mezinárodním festivale filmových škol ve Varšavě byla oceněna cenou za nejlepší hlavní roli za ztvárnění postavy Lulu.
Od roku 2015 hraje ve vídeňském Burgttheatru.
Objevila se též v menších rolích jako například v rakouském televizním seriálu CopStories, jejž režíroval Michael Riebl. Za svou roli Iriny ve Třech sestrách v Burgttheatru byla oceněna Cenou Johanna Nepomuka Nestroye.
Roku 2017 si zahrála hlavní roli ve dvou dílech šestidílného historického seriálu Roberta Dornheima Marie Terezie společně s Vojtěchem Kotkem.
Roku 2019 se ujala role Hildegardy Burjanové v televizním dokumentárním filmu Nepoddajní.